# Station Piaseczno Chyliczki
Station Piaseczno Chyliczki is een spoorwegstation in de Poolse plaats Piaseczno.